# Lucie Seifertová
Lucie Seifertová (* 6. dubna 1969, Poděbrady) je česká spisovatelka a ilustrátorka. Za svou práci získala mimo jiné cenu Magnesia Litera za nejlepší dětskou knihu, cenu Elsa za nejlepší animovaný pořad a cenu Trilobit.

## Životopis
Vyrůstala v poděbradské ulici Na Chmelnici. Přála si vystudovat UMPRUM, ale navzdory několikaleté snaze se ji na školu nepodařilo dostat. Po studiu na Hollarově střední odborné škole výtvarné pracovala jako grafička ve sklárnách v Poděbradech a časopisech Ohníček, Dikobraz a Sorry. Na počátku 90. let byla přijata na AVU, kde působila v ateliéru malby u Jiřího Sopka. Debutovala prostorovým leporelem Tajemná Praha (1999).
V dalších letech se věnovala především grafice pro časopisy, ilustrovala knihy, působila též jako výtvarná redaktorka a pravidelně přispívala na internetové stránky Českého rozhlasu. Protože se jí dlouho nedařilo najít nakladatele, se svým manželem Petrem Prchalem (Panchem) založila vlastní nakladatelství.
Za devítimetrové leporelo Dějiny udatného českého národa a pár bezvýznamných světových událostí (2003), na kterém Seifertová pracovala několik let, získala cenu Magnesia Litera za nejlepší dětskou knihu roku 2003. Dále také Zlatou stuhu za nejlepší populárně naučnou knihu pro mládež a Zlatou pečeť za nejlepší polygrafický počin roku.

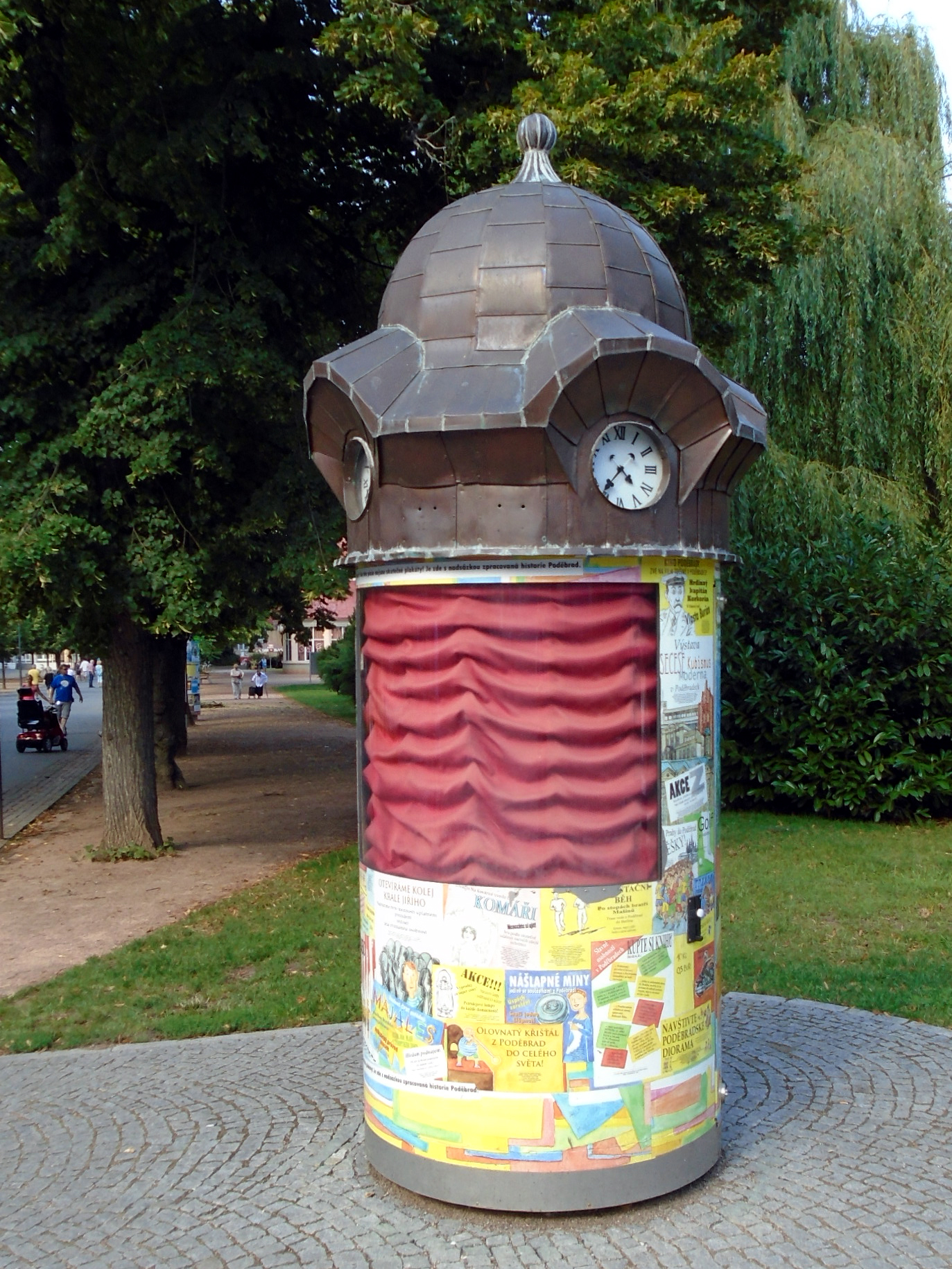
Poděbradské dioráma (2011)

V roce 2004 uvedla v Národním muzeu sedmdesátimetrovou zvětšeninu této knihy pod názvem Dějiny udatného českého národa. Od té doby tato putovní výstava zbrázdila celou Českou republiku a navštívilo ji více než 250 tisíc lidí. Dvojče této výstavy v angličtině absolvovalo úspěšné turné po USA. Úspěšné bylo také rodinné nakladatelství, které do roku 2007 prodalo více než 200 tisíc jejích knih.
Od roku 2008 se svým manželem Panchem pracovala pro Českou televizi na stojedenáctidílném animovaném seriálu Dějiny udatného českého národa (režie Pavel Koutský). Seriál byl vysílán od roku 2009. Každý díl má okolo tří minut. Obdržela za něj cenu Elsa za nejlepší animovaný pořad a cenu Trilobit. Seriál také získal nominaci na televizní cenu TýTý.
Roku 2011 vytvořila výtvarné řešení Poděbradského dioráma. Její manžel Pancho pro dioráma složil originální píseň.

## Dílo
- Dějiny udatného českého národa a pár bezvýznamných světových událostí (2003) – komiks
- Dějiny udatného českého národa (2004) – výstava
- Dějiny udatného českého národa (2008) – animovaný seriál
- Poděbradské dioráma (2011) – dioráma